# Olena Kravatska
Ne pas confondre avec Olena Kryvytska
Olena Vitaliyivna Kravatska (ukrainien : Олена Віталіївна Кравацька), née le 22 juin 1992 à Tchernivtsi, est une escrimeuse ukrainienne. Elle pratique le sabre en compétition.

## Carrière
Kravatska remporte une médaille d'argent aux championnats d'Europe juniors en 2010. La même année, elle gagne avec l'équipe d'Ukraine aux championnats du monde juniors. Elle est sélectionnée pour la première fois en équipe sénior en 2014 en tant que réserviste. Elle est médaillée de bronze par équipes aux championnats du monde 2014 à Kazan. Sur le circuit de la coupe du monde, elle compte une troisième place en novembre 2014 à Orléans.
L'année suivante, Kravatska et l'équipe nationale montent de nouveau sur la troisième marche du podium aux championnats d'Europe de Montreux, puis décrochent le titre aux Jeux européens à Bakou. Elle obtient la médaille d'argent par équipes aux championnats du monde 2015 à Moscou.
Sélectionnée dans l'équipe olympique pour les Jeux de 2016 à Rio, elle arrive en finale par équipe où l'Ukraine perd face à la Russie 30-45.
En 2024, elle décroche une médaille d'argent par équipes aux championnats d'Europe à Bâle. Aux Jeux olympiques de Paris, elle remporte, avec l'équipe féminine de sabre ukrainienne, le titre olympique.

## Palmarès
- Jeux olympiques
  -  Médaille d'or par équipes lors des Jeux olympiques 2024 de Paris
  -  Médaille d'argent par équipes lors des Jeux olympiques 2016 de Rio de Janeiro
- Championnats du monde d'escrime
  -  Médaille d'argent par équipes aux championnats du monde d'escrime 2015 à Moscou
  -  Médaille de bronze par équipes aux championnats du monde d'escrime 2014 à Kazan

- Championnats d'Europe d'escrime
  -  Médaille d'argent par équipes aux championnats d'Europe d'escrime 2024 à Bâle
  -  Médaille de bronze par équipes aux championnats d'Europe d'escrime 2022 à Antalya
  -  Médaille de bronze par équipes aux championnats d'Europe d'escrime 2016 à Toruń
  -  Médaille de bronze par équipes aux championnats d'Europe d'escrime 2015 à Montreux

- Jeux européens
  -  Médaille d'or par équipes aux Jeux européens de 2015 à Bakou

## Classement en fin de saison
| Année | 2010 | 2011 | 2012 | 2013 | 2014 | 2015 | 2016 | 2017 | 2018 | 2019 | 2020 | 2021 | 2022 | 2023 | 2024 |
| ----- | ---- | ---- | ---- | ---- | ---- | ---- | ---- | ---- | ---- | ---- | ---- | ---- | ---- | ---- | ---- |
| Rang  | 211  | 159  | 122  | 113  | 84   | 29   | 31   | 161  | -    | 132  | 179  | 172  | 76   | 131  | 47   |